# Commission des Affaires étrangères (Assemblée nationale)
Pour les articles homonymes, voir Commission des affaires étrangères.
Histoire
Cadre
Bureau
La commission des Affaires étrangères est l'une des huit commissions permanentes de l'Assemblée nationale française.
Sous la XVIIe législature de la Cinquième République, elle est présidée par Bruno Fuchs (DEM).

## Organisation

### Compétences
La commission a compétence dans le domaine des relations internationales : politique extérieure, coopération, traités et accords internationaux.

## Liste des présidents sous laVeRépublique
| Président                 | Groupe | Groupe   | Dates du mandat   | Dates du mandat   | Législature |
| ------------------------- | ------ | -------- | ----------------- | ----------------- | ----------- |
| Maurice Schumann          |        | MRP      | 29 janvier 1959   | 14 avril 1962     | Ire         |
| Maurice-René Simonnet     |        | MRP      | 27 avril 1962     | 9 octobre 1962    | Ire         |
| Maurice Schumann          |        | CD       | 12 décembre 1962  | 2 avril 1967      | IIe         |
| Jacques Vendroux          |        | UD-Ve    | 6 avril 1967      | 30 mai 1968       | IIIe        |
| Jacques Vendroux          |        | UDR      | 16 juillet 1968   | 6 mai 1969        | IVe         |
| Jean de Broglie           |        | RI       | 16 septembre 1969 | 1er avril 1973    | IVe         |
| Maurice Couve de Murville |        | UDR      | 5 avril 1973      | 2 avril 1978      | Ve          |
| Maurice Couve de Murville |        | RPR      | 6 avril 1978      | 22 mai 1981       | VIe         |
| Maurice Faure             |        | app. SOC | 7 juillet 1981    | 3 octobre 1983    | VIIe        |
| Claude Estier             |        | SOC      | 4 octobre 1983    | 1er avril 1986    | VIIe        |
| Jean Lecanuet             |        | UDF      | 8 avril 1986      | 29 septembre 1986 | VIIIe       |
| Roland Dumas              |        | SOC      | 9 octobre 1986    | 6 avril 1987      | VIIIe       |
| Valéry Giscard d'Estaing  |        | UDF      | 7 avril 1987      | 14 mai 1988       | VIIIe       |
| Valéry Giscard d'Estaing  |        | UDF      | 28 juin 1988      | 3 novembre 1989   | IXe         |
| Michel Vauzelle           |        | SOC      | 16 novembre 1989  | 2 avril 1992      | IXe         |
| André Bellon              |        | SOC      | 7 avril 1992      | 1er avril 1993    | IXe         |
| Valéry Giscard d'Estaing  |        | UDF      | 8 avril 1993      | 21 avril 1997     | Xe          |
| Jack Lang                 |        | SOC      | 16 juin 1997      | 4 avril 2000      | XIe         |
| François Loncle,          |        | SOC      | 5 avril 2000      | 18 juin 2002      | XIe         |
| Édouard Balladur          |        | UMP      | 27 juin 2002      | 19 juin 2007      | XIIe        |
| Axel Poniatowski          |        | UMP      | 28 juin 2007      | 19 juin 2012      | XIIIe       |
| Élisabeth Guigou          |        | SOC      | 28 juin 2012      | 20 juin 2017      | XIVe        |
| Marielle de Sarnez        |        | MoDem    | 29 juin 2017      | 13 janvier 2021   | XVe         |
| Jean-Louis Bourlanges     |        | MoDem    | 27 janvier 2021   | 21 juin 2022      | XVe         |
| Jean-Louis Bourlanges     |        | DEM      | 30 juin 2022      | 9 juin 2024       | XVIe        |
| Jean-Noël Barrot          |        | Dem      | 20 juillet 2024   | 4 octobre 2024    | XVIIe       |
| Bruno Fuchs               |        | Dem      | 9 octobre 2024    |                   | XVIIe       |

## Composition du bureau
Lors de la XIIIe législature, elle est présidée par Axel Poniatowski et a pour vice-présidents Martine Aurillac, Élisabeth Guigou et Renaud Muselier. 

### XIVelégislature
| Poste           | Titulaire | Titulaire          | Groupe  | Circonscription                      |
| --------------- | --------- | ------------------ | ------- | ------------------------------------ |
| Présidente      |           | Élisabeth Guigou   | SRC/SER | Seine-Saint-Denis (6e)               |
| Vice-présidents |           | Paul Giacobbi      | RRDP    | Haute-Corse (2e)                     |
| Vice-présidents |           | Axel Poniatowski   | UMP/LR  | Val-d'Oise (2e)                      |
| Vice-présidents |           | Odile Saugues      | SRC/SER | Puy-de-Dôme (1re)                    |
| Vice-présidents |           | Michel Vauzelle    | SRC/SER | Bouches-du-Rhône (16e)               |
| Secrétaires     |           | Pouria Amirshahi   | SRC/SER | Français établis hors de France (9e) |
| Secrétaires     |           | Pascale Boistard   | SRC/SER | Somme (1re)                          |
| Secrétaires     |           | Jean-Louis Destans | SRC/SER | Eure (2e)                            |
| Secrétaires     |           | Michel Terrot      | UMP/LR  | Rhône (11e)                          |

### XVelégislature
| Poste           | Titulaire | Titulaire             | Groupe       | Circonscription                      |
| --------------- | --------- | --------------------- | ------------ | ------------------------------------ |
| Président       |           | Jean-Louis Bourlanges | MoDem        | Hauts-de-Seine (12e)                 |
| Vice-présidents |           | Jacques Maire         | REM          | Hauts-de-Seine (8e)                  |
| Vice-présidents |           | Meyer Habib           | UDI          | Français établis hors de France (8e) |
| Vice-présidents |           | Michel Herbillon      | LR           | Val-de-Marne (8e)                    |
| Vice-présidents |           | Mireille Clapot       | REM          | Drôme (1re)                          |
| Secrétaires     |           | Bérengère Poletti     | LR           | Ardennes (1re)                       |
| Secrétaires     |           | Denis Masséglia       | REM          | Maine-et-Loire (5e)                  |
| Secrétaires     |           | Isabelle Rauch        | Moselle (9e) |                                      |
| Secrétaires     |           | Laurence Dumont       | NG/SOC       | Calvados (2e)                        |

### XVIelégislature
| Poste           | Titulaire | Titulaire                | Groupe | Circonscription                      |
| --------------- | --------- | ------------------------ | ------ | ------------------------------------ |
| Président       |           | Jean-Louis Bourlanges    | DEM    | Hauts-de-Seine (12e)                 |
| Vice-présidents |           | Éléonore Caroit          | RE     | Français établis hors de France (2e) |
| Vice-présidents |           | Mireille Clapot          | RE     | Drôme (1re)                          |
| Vice-présidents |           | Michel Herbillon         | LR     | Val-de-Marne (8e)                    |
| Vice-présidents |           | Jean-Paul Lecoq          | GDR    | Seine-Maritime (8e)                  |
| Secrétaires     |           | Nadège Abomangoli        | LFI    | Seine-Saint-Denis (10e)              |
| Secrétaires     |           | Maud Gatel               | DEM    | Paris (11e)                          |
| Secrétaires     |           | Michel Guiniot           | RN     | Oise (6e)                            |
| Secrétaires     |           | Jean-François Portarrieu | HOR    | Haute-Garonne (5e)                   |

### XVIIelégislature
Composition du bureau jusqu'au 4 octobre 2024.
| Poste           | Titulaire | Titulaire                                     | Groupe  | Circonscription                      |
| --------------- | --------- | --------------------------------------------- | ------- | ------------------------------------ |
| Président       |           | Jean-Noël Barrot (jusqu'au 21 septembre 2024) | Dem     | Yvelines (2e)                        |
| Président       |           | Bruno Fuchs (depuis le 9 octobre 2024)        | Dem     | Haut-Rhin (6e)                       |
| Vice-présidents |           | Éléonore Caroit                               | EPR     | Français établis hors de France (2e) |
| Vice-présidents |           | Alain David                                   | SOC     | Gironde (4e)                         |
| Vice-présidents |           | Michel Herbillon                              | DR      | Val-de-Marne (8e)                    |
| Vice-présidents |           | Laetitia Saint-Paul                           | HOR     | Maine-et-Loire (4e)                  |
| Secrétaires     |           | Arnaud Le Gall                                | LFI-NFP | Val-d'Oise (9e)                      |
| Secrétaires     |           | Jean-Paul Lecoq                               | GDR     | Seine-Maritime (8e)                  |
| Secrétaires     |           | Maud Petit                                    | Dem     | Val-de-Marne (4e)                    |
| Secrétaires     |           | Estelle Youssouffa                            | LIOT    | Mayotte (1re)                        |